# Jean-Jacques Vital
Jean-Jacques Vital (26 de septiembre de 1913 – 28 de septiembre de 1977) fue un actor, productor y guionista cinematográfico de nacionalidad francesa.

## Biografía
Nacido en París, Francia, su verdadero nombre era Jean Levitan. 
Fue conocido por participar en el programa radiofónico La famille Duraton.
Falleció en Neuilly-sur-Seine, Francia.

## Teatro y opereta
- 1946 : La Bonne Hôtesse, opereta de Jean-Jacques Vital y Serge Veber, música de Bruno Coquatrix, escenografía de Fred Pasquali, Teatro Alhambra de París
- 1947 : Le Maharadjah, opereta de Jean-Jacques Vital y Serge Veber, música de Bruno Coquatrix, escenografía de Fred Pasquali, Teatro Alhambra de París
- 1950 : M’sieur Nanar, opereta de Jean-Jacques Vital, Pierre Ferrari y André Hornez, escenografía de Fred Pasquali, Théâtre de l'Étoile

## Filmografía

### Actor
- 1939 : La Famille Duraton (radio)
- 1945 : Le Roi des resquilleurs
- 1952 : Cent francs par seconde
- 1956 : Les Duraton
- 1958 : À pied, à cheval et en spoutnik

### Productor
- 1952 : Cent francs par seconde
- 1956 : Les Duraton
- 1957 : À pied, à cheval et en voiture
- 1958 : À pied, à cheval et en spoutnik
- 1958 : Un drôle de dimanche
- 1961 : Le Comte de Monte Cristo
- 1966 : Le facteur s'en va-t-en guerre

### Guionista
- 1939 : La Famille Duraton (radio)
- 1952 : Cent francs par seconde
- 1956 : Les Duraton
- 1957 : À pied, à cheval et en voiture
- 1958 : À pied, à cheval et en spoutnik